# Chirona hameri
Chirona hameri is een zeepokkensoort uit de familie van de Archaeobalanidae. De wetenschappelijke naam van de soort is voor het eerst geldig gepubliceerd in 1767 door Peter Ascanius.